# عقوبة الإعدام في مدينة الفاتيكان

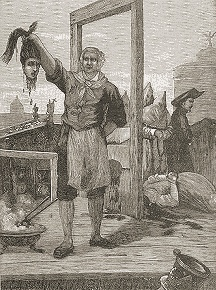

كانت عقوبة الإعدام في مدينة الفاتيكان قانونية بين عامي 1929 - 1969، حيث احتفظ بها لمحاولات اغتيال البابا فقط، لكنها لم تطبق على الإطلاق. في حين طُبقت عقوبة الإعدام في الولايات البابوية الأخرى خلال تلك الفترة.

## خلفية
حظيت عقوبة الإعدام بدعم من رجال الدين الكاثوليك الأوائل، على الرغم من أن بعضهم مثل القديس أمبروز شجع أعضاء رجال الدين على عدم النطق أو تنفيذ عقوبة الإعدام. من جهته ردَّ القديس أوغسطين على من اعترض على عقوبة الإعدام بحسب تعليمات الوصية الأولى في مدينة الله. كانت حجة أوغسطين على النحو التالي: «بما أن وكيل السلطة ليس سوى سيف في يد الله، فإنَّ عقوبة الإعدام لا تتعارض بأي حال من الأحوال مع وصية» لا تقتل«، وعلى ممثل سلطة الدولة تطبيق هذه العقوبة بحق المجرمين». أما توما الأكويني ودونس سكوتس فقد أوضحا أن السلطة المدنية التي تقوم بتنفيذ عقوبة الإعدام تحظى بدعم الكتاب المقدس.
طلب البابا إينوسنت الثالث من بيتر والدو وأتبعاه من الولدينيسيين أن يقبلوا «أن السلطة العلمانية يمكنها تنفيذ عقوبة الموت، بشرط أن تكون أحكامها عادلة، ولا تطبق بدافع الكراهية». خلال العصور الوسطى وحتى العصر الحديث، أجاز الكرسي الرسولي لمحاكم التفتيش بتسليم الزنادقة إلى السلطات المدنية العلمانية لتنفيذ حكم الإعدام بحقهم، كذلك قامت الولايات البابوية بتنفيذ عمليات إعدام بحق مرتكبي مجموعة متنوعة من الجرائم.
تضمن القانون المسيحي الروماني (عام 1566) تعاليم تؤكد أن الله قد منح الحكومة المدنية السلطة على الحياة والموت. ودعم معلمو الكنيسة في العصور الوسطى كروبرت بيلارمين وألفونسوس ليغوري، وعلماء دين حديثين كفرانسيسكو دي فيتوريا وتوماس مور وفرانسيسكو سواريز هذا القانون، وأصدر البابا بيوس الثاني عشر قراراً دعم فيه رأي هؤلاء الخبراء.

## تاريخ القانون
اقتبست معاهدة لاتيران التي أقرت عام 1929 جزءاً من القانون الإيطالي المعاصر (فيما يتعلق بمحاولات اغتيال ملك إيطاليا)، ونصَّت على عقوبة الإعدام لكل من يحاول اغتيال البابا داخل مدينة الفاتيكان. حيث تنص المادة الثامنة من معاهدة لاتيران على ما يلي:
«بالنظر إلى أن شخص البابا مقدس ولا يجوز انتهاكه، تعلن إيطاليا أن أي محاولة ضد شخصه أو أي تحريض على ارتكاب هذه المحاولة يعاقب عليها بنفس العقوبات التي تفرض على جميع المحاولات والتحريضات المماثلة لارتكابها ضد شخص الملك».
"إنَّ جميع الجرائم أو الإهانات العلنية التي تُرتكب داخل الأراضي الإيطالية ضد شخص البابا، سواء كانت عن طريق الخطب أو الأفعال أو الكتابات، يُعاقب عليها بنفس الطريقة التي يُعاقب على من ارتكب جرائم أو إهانات ضد شخص الملك".
لم تحدث أي محاولات لاغتيال البابا داخل مدينة الفاتيكان عندما كان هذا القانون ساري المفعول، في عام 1981 حاول محمد علي آغا اغتيال البابا يوحنا بولس الثاني، وحوكم من قبل المحكمة الإيطالية بدلاً من الفاتيكان وحكم عليه بالسجن مدى الحياة.

## إلغاء عقوبة الإعدام
أزال البابا بولس السادس عقوبة الإعدام من القانون الأساسي لمدينة الفاتيكان في عام 1969، إلى جانب تعديلات أخرى أقرها المجمع الفاتيكاني الثاني، ونشرت هذه التعديلات في الجريدة الرسمية للفاتيكان التي تطبع باللغة اللاتينية، لم يُثر هذا التغيير اهتماماً في الرأي العام إلا في يناير 1971 بعد أن اتهمت تقارير البابا بولس السادس بالرياء بسبب انتقاداته لعمليات الإعدام في إسبانيا والاتحاد السوفيتي.